# AeroLites
Cet article concerne le constructeur aéronautique. Pour l'avion de même nom d'Aero-Works, Inc, voir Aero-Works Aerolite 103.
AeroLites Inc. est un constructeur aéronautique américain basé à Welsh, en Louisiane. En activité depuis au moins 1984, le président de la société est Daniel J Rochè. La société est spécialisée dans la conception et la fabrication d'avions légers sous forme de plans et de kits pour la construction amateur d'avion,,.
La devise de la société est « Innovators Of Aviation Efficiency ».
La société propose trois modèles d'avions, l'avion agricole ultra-léger monoplace AeroLites AeroMaster Ag, l’avion amphibie biplace AeroLites AeroSkiff et le monoplace monoplan à aile parasol AeroLites Bearcat. Les trois modèles mettent l'accent sur la simplicité et la facilité de construction. L'AeroSkiff est également disponible entièrement assemblé,,.
Le Bearcat a été introduit en 1984 et en 1998, la société avait annoncé avoir vendu 17 appareils des trois modèles, dont 11 Bearcat,.

## Avions
- AeroLites AeroMaster Ag, monoplan monoplace ultraléger
- AeroLites AeroSkiff, avion amphibie biplace ultraléger
- AeroLites Bearcat, monoplan à aile parasol